# تانگ، کنت
تانگ (به انگلیسی: Tonge) یک روستا و محله مدنی در بریتانیا است که در Swale واقع شده‌است.